# Copa de España de fútbol sala 2012
La Copa de España de Fútbol Sala de 2012 tuvo lugar entre el 8 y el 11 de marzo en Logroño (La Rioja). Fue la vigésimo tercera edición de este campeonato español.
El FC Barcelona Alusport se proclamó campeón por segunda vez y de manera consecutiva al vencer al A. Lobelle Santiago por 5-3 en la prórroga tras finalizar el tiempo reglamentario 2-2. 

## Equipos participantes
| A. Lobelle Santiago | Caja Segovia | Carnicer Torrejón | ElPozo Murcia | FC Barcelona Alusport | Inter Movistar | OID Talavera | Triman Navarra |
| ------------------- | ------------ | ----------------- | ------------- | --------------------- | -------------- | ------------ | -------------- |

## Organización

### Sede
El torneo se disputó en la ciudad de Logroño, en el Palacio de los Deportes de La Rioja, con capacidad para 4.500 espectadores.
| Pabellón  | Palacio de los Deportes de La Rioja |
| Imagen    | Spaladium Arena                     |
| Ciudad    | Logroño                             |
| Capacidad | 4.500                               |

## Resultados

### Cuadro final
|  | Cuartos de final       | Cuartos de final       |                     |                       | Semifinales         | Semifinales         |  |                       | Final               | Final               |  |
|  | 8 y 9 de marzo de 2012 | 8 y 9 de marzo de 2012 |                     |                       | 10 de marzo de 2012 | 10 de marzo de 2012 |  |                       | 11 de marzo de 2012 | 11 de marzo de 2012 |  |
|  |                        |                        |                     |                       |                     |                     |  |                       |                     |                     |  |
|  |                        |                        |                     |                       |                     |                     |  |                       |                     |                     |  |
|  | Caja Segovia           | 0                      |                     |                       |                     |                     |  |                       |                     |                     |  |
|  | Caja Segovia           | 0                      |                     |                       |                     |                     |  |                       |                     |                     |  |
|  | FC Barcelona Alusport  | 3                      |                     |                       |                     |                     |  |                       |                     |                     |  |
|  | FC Barcelona Alusport  | 3                      |                     | FC Barcelona Alusport | 4                   |                     |  |                       |                     |                     |  |
|  |                        |                        |                     | FC Barcelona Alusport | 4                   |                     |  |                       |                     |                     |  |
|  |                        |                        | Inter Movistar      | 1                     |                     |                     |  |                       |                     |                     |  |
|  | Inter Movistar         | 5                      | Inter Movistar      | 1                     |                     |                     |  |                       |                     |                     |  |
|  | Inter Movistar         | 5                      |                     |                       |                     |                     |  |                       |                     |                     |  |
|  | ElPozo Murcia          | 0                      |                     |                       |                     |                     |  |                       |                     |                     |  |
|  | ElPozo Murcia          | 0                      |                     |                       |                     |                     |  | FC Barcelona Alusport | 5                   |                     |  |
|  |                        |                        |                     |                       |                     |                     |  | FC Barcelona Alusport | 5                   |                     |  |
|  |                        |                        | A. Lobelle Santiago | 3                     |                     |                     |  |                       |                     |                     |  |
|  | Carnicer Torrejón      | 2(8)                   | A. Lobelle Santiago | 3                     |                     |                     |  |                       |                     |                     |  |
|  | Carnicer Torrejón      | 2(8)                   |                     |                       |                     |                     |  |                       |                     |                     |  |
|  | A. Lobelle Santiago    | 2(9)                   |                     |                       |                     |                     |  |                       |                     |                     |  |
|  | A. Lobelle Santiago    | 2(9)                   |                     | A. Lobelle Santiago   | 7                   |                     |  |                       |                     |                     |  |
|  |                        |                        |                     | A. Lobelle Santiago   | 7                   |                     |  |                       |                     |                     |  |
|  |                        |                        | OID Talavera        | 1                     |                     |                     |  |                       |                     |                     |  |
|  | Triman Navarra         | 1                      | OID Talavera        | 1                     |                     |                     |  |                       |                     |                     |  |
|  | Triman Navarra         | 1                      |                     |                       |                     |                     |  |                       |                     |                     |  |
|  | OID Talavera           | 2                      |                     |                       |                     |                     |  |                       |                     |                     |  |
|  | OID Talavera           | 2                      |                     |                       |                     |                     |  |                       |                     |                     |  |
|  |                        |                        |                     |                       |                     |                     |  |                       |                     |                     |  |

### Cuartos de final
| Fecha              | Hora¹ | Lugar                                                   | Partido           | Partido | Partido               | Resultado      |
| ------------------ | ----- | ------------------------------------------------------- | ----------------- | ------- | --------------------- | -------------- |
| 8 de marzo de 2012 | 19:15 | Palacio de los Deportes de La Rioja, Logroño (La Rioja) | Caja Segovia      | -       | FC Barcelona Alusport | 0-3            |
| 8 de marzo de 2012 | 21:15 | Palacio de los Deportes de La Rioja, Logroño (La Rioja) | Inter Movistar    | -       | ElPozo Murcia         | 5-0            |
| 9 de marzo de 2012 | 18:30 | Palacio de los Deportes de La Rioja, Logroño (La Rioja) | Carnicer Torrejón | -       | A. Lobelle Santiago   | 2-2 (6-7 p.p.) |
| 9 de marzo de 2012 | 20:30 | Palacio de los Deportes de La Rioja, Logroño (La Rioja) | Triman Navarra    | -       | OID Talavera          | 1-2            |

### Semifinales
| Fecha               | Hora¹ | Lugar                                                   | Partido               | Partido | Partido        | Resultado |
| ------------------- | ----- | ------------------------------------------------------- | --------------------- | ------- | -------------- | --------- |
| 10 de marzo de 2012 | 18:15 | Palacio de los Deportes de La Rioja, Logroño (La Rioja) | FC Barcelona Alusport | -       | Inter Movistar | 4-1       |
| 10 de marzo de 2012 | 20:15 | Palacio de los Deportes de La Rioja, Logroño (La Rioja) | A. Lobelle Santiago   | -       | OID Talavera   | 7-1       |

### Final
| Fecha               | Hora¹ | Lugar                                                   | Partido               | Partido | Partido             | Resultado |
| ------------------- | ----- | ------------------------------------------------------- | --------------------- | ------- | ------------------- | --------- |
| 11 de marzo de 2012 | 19:00 | Palacio de los Deportes de La Rioja, Logroño (La Rioja) | FC Barcelona Alusport | -       | A. Lobelle Santiago | 5-3       |

- (¹) -  Hora Local de España (Hora Central Europea) (UTC+1)

## Estadísticas

### Resumen
| Equipo | Equipo                | Pts | PJ | PG | PE | PP | GF | GC | Dif | Rend  |
| ------ | --------------------- | --- | -- | -- | -- | -- | -- | -- | --- | ----- |
| 1      | FC Barcelona Alusport | 9   | 3  | 3  | 0  | 0  | 12 | 4  | +8  | 100%  |
| 2      | A. Lobelle Santiago   | 4   | 3  | 1  | 1  | 1  | 12 | 8  | +4  | 44,4% |
| 3      | Inter Movistar        | 3   | 2  | 1  | 0  | 1  | 6  | 4  | +2  | 50,0% |
| 4      | OID Talavera          | 3   | 2  | 1  | 0  | 1  | 3  | 8  | -5  | 50,0% |
| 5      | Carnicer Torrejón     | 1   | 1  | 0  | 1  | 0  | 2  | 2  | 0   | 33,3% |
| 6      | Triman Navarra        | 0   | 1  | 0  | 0  | 1  | 1  | 2  | -1  | 0,00% |
| 7      | Caja Segovia          | 0   | 1  | 0  | 0  | 1  | 0  | 3  | -3  | 0,00% |
| 8      | ElPozo Murcia         | 0   | 1  | 0  | 0  | 1  | 0  | 5  | -5  | 0,00% |